# Übertragung der Madonna

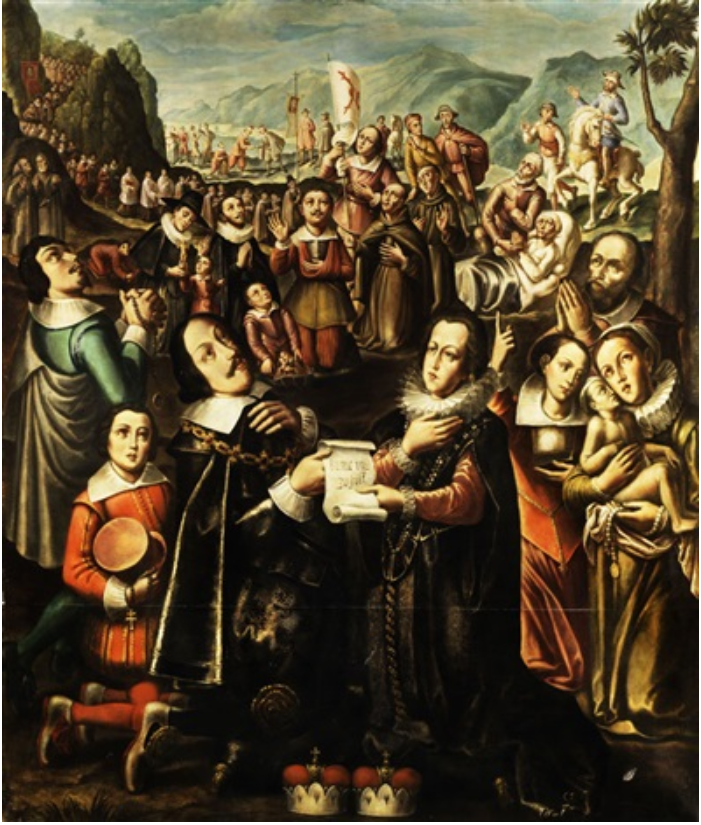
Die Übertragung der Madonna von Paul Honegger

Der Tiroler Landesfürst Leopold V. und seine Gattin Claudia von Medici in Verehrung des Maria Hilf-Andachtsbildes von Lucas Cranach ist ein Gemälde von Paul Honegger. 

## Geschichte
Es wurde während der Übertragung des Bildes Gnadenbild Mariahilf von Lucas Cranach dem Älteren nach Innsbruck im Jahre 1630 in zweifacher Ausfertigung erstellt. Es geht bei diesen identischen Bildern um die Abbildung der Übergabe des Mutter-Gottes-Bildes an den Landesfürsten von Tirol, Leopold V., und seine Gattin Claudia von Medici, die das Heiligenbild von Lucas Cranach gestiftet hatten. Geschaffen wurden diese Werke im Auftrag der Claudia von Medici vom Künstler Paul Honegger, in der Absicht, eines dem Innsbrucker Dom zu übergeben, und das zweite an den Leibarzt des Fürstenpaares, Paul Weinhart d. Ä., für dessen Dienste um die Gesundheit der fürstlichen Familie.

## Ausstellung
Das eine Ölgemälde mit den Abmessungen der Leinwand 157 cm × 133 cm wird seitdem in der Innsbrucker Domsakristei ausgestellt, während sich das andere Bild seit dieser Zeit in Familienbesitz befindet. Anlässlich der Eröffnung der Ausstellung „Ferdinand Karl. Ein Sonnenkönig in Tirol“ im Schloss Ambras wurde auch ein Buch von Sabine Weiss vorgestellt, in dem eine Abbildung des Bildes mit einer entsprechenden Beschreibung enthalten ist.